# Convict 99
Convict 99 is een komische film uit 1938, geregisseerd door Marcel Varnel en met Will Hay in de hoofdrol. De film dateert uit Hays periode bij Gainsborough Pictures en bevat eveneens rollen van zijn vaste medeacteurs Graham Moffatt in zijn rol als Albert en Moore Marriott als het excentrieke personage Jerry. In Convict 99 speelt Hay, zoals onder andere ook in The Ghost of St Michael’s en Good Morning, Boys, de rol van de incompetente leraar Dr. Benjamin Twist. Zoals de meeste Will Hay-films berust ook Convict 99 op een afwisseling van woordspelingen met slapstick. De speelduur is 91 minuten.

## Verhaal
Dr Benjamin Twist wordt ontslagen als schoolleraar. Noodgedwongen moet hij bij zijn broer en schoonzuster intrekken; deze laatste is daar geenszins mee opgetogen en wil zo snel mogelijk van hem af, om welke reden ze uit zijnen hoofde een sollicitatie voor een nieuwe post met het schamele salaris van £ 70 per jaar indient. Twist heeft geen andere keuze dan voor de baan te solliciteren en begeeft zich op weg. In het gebouw waar de sollicitatiegesprekken plaatsvinden, worden tezelfdertijd interviews voor een functie als gevangenisdirecteur afgenomen. Twist ontmoet zijn oud-leerling Bates, die op het slechte pad is geraakt en zijn portemonnee steelt. In de verwarring wordt Twist naar het lokaal voor de sollicitaties naar de post als gevangenisdirecteur gebracht, alwaar men op de laatste kandidaat, de heer Benjamin uit Australië, aan het wachten is. De inspecteur spreekt hem dan ook met Benjamin aan, en Twist denkt dat hij gewoon informeel wil zijn en spreekt de inspecteur op zijn beurt met diens voornaam Cyril aan. Na enkele oppervlakkige vragen, waarbij Twist zegt dat hij dagelijks tot vijfmaal toe lijfstraffen uitdeelt, wordt hij meteen aangenomen en ondertekent het contract als Benjamin; ze rukken het uit zijn handen vooraleer hij Twist kan schrijven en hij protesteert: "I always put a Twist at the end!”. De anderen denken dat dit een grap is, en Twist wordt officieel de nieuwe gevangenisdirecteur van Blakemoor Prison in het graafschap Devon.
Devon is veraf, dus met een vriend gaat hij op weg met de auto, en onderweg houden ze halt bij een herberg. Twist kijkt veel te diep in het glas en arriveert ’s avonds laat beschonken aan het gebouw waarvan hij denkt dat het zijn nieuwe school is. Er wordt net een lading van tien nieuwe gevangenen binnengebracht, maar Twist is dusdanig dronken dat hij in slaap valt. De gevangenen zijn opstandig en er breekt een rel uit; een van de gevaarlijksten onder hen, Max Slessor, maakt van de gelegenheid gebruik om een cipier uit te schakelen en in het geniep te ontsnappen. Bij telling van de gedetineerden wordt de bezopen Twist voor Slessor aangezien, een crimineel met psychische stoornissen, en dienovereenkomstig opgesloten.
’s Anderendaags ontwaakt Twist in de cel en doet luidkeels zijn beklag tegen Albert de cipier; hij denkt dat hij wegens openbare dronkenschap werd opgesloten en eist een onderhoud met de dokter. Omdat hij veel te enthousiast wil bewijzen dat hij nuchter is, verklaart de arts hem voor gestoord. Tezamen met de andere gevangenen moet hij dwangarbeid verrichten, die bestaat in het fijnhakken van stenen met een hamer. Twist is hier fysiek niet sterk genoeg voor en gooit per ongeluk een hamer door de ruit van een auto, waardoor hij in een isoleercel wordt gestopt. Zijn buurman, die Jerry de mol wordt genoemd, hakt een gat in de muur; hij heeft al vele decennia lang overal tunnels onder de gevangenis gegraven, waarvan de meeste in de badkamer aanvangen. Jerry overhaalt Twist om de cipier met een list naar binnen te lokken en hem vervolgens met een rotsblok buiten westen te slaan. Vervolgens komt weer een reeks slapstick-scènes waarin Twist en Jerry zich in een ondersteboven staande kist verschuilen en daarin door de gangen waren; uiteindelijk vallen ze vanuit meerdere verdiepingen hoogte op een auto.
Nu is Twist tot strafmaatregelen veroordeeld, waarbij hij zinloze rondjes op de binnenkoer moet huppelen. In de tussentijd wordt het gevangenisbestuur ongerust omdat de nieuwe directeur nog steeds niet is opgedoken. De inspecteur verwittigt hen telefonisch dat de gevaarlijke Max Slessor is ontsnapt. Eensklaps daagt het de vicedirecteur dat ‘gevangene 99’ eigenlijk de nieuwe directeur, mijnheer Benjamin, is. Hij biedt zijn allernederigste excuses aan, maar Twist, die nog steeds denkt dat hij schoolleraar is, ontslaat hem op staande voet. Bij het openen van een aan Benjamin gerichte brief dringt eindelijk tot hem door dat er een persoonsverwisseling heeft plaatsgevonden; echter: dan ziet hij ook dat zijn nieuwe salaris £ 2000 per jaar bedraagt, en wanneer hij verneemt dat de inspecteur de gevangenis van Blakemoor hooguit om de drie jaar eens bezoekt, besluit hij zijn kans te grijpen. Er is net een opstand in de gevangenis, en de gedetineerden eisen een onderhoud met de nieuwe directeur.
In zijn eerste toespraak tot de agressieve gevangenen verkondigt Twist, die het regime aan den lijve heeft ondervonden, dat alles zal veranderen. Hij richt meteen een democratisch comité op voor de bereddering van de dagelijkse beslommeringen van de penitentiaire instelling. Tijdens de eerste zitting komt hij als voorzitter nauwelijks aan bod; een sluwe gevangene genaamd Johnson heeft meteen een hoop voorstellen klaar die unaniem gesecondeerd worden (in deze scène zitten ook talrijke woordspelingen met ‘minuten’ en ‘seconden’: keeping the minutes is notuleren en to second a motion is een motie seconderen. Dit is extreem verwarrend voor Jerry, die als secretaris optreedt en geen idee heeft wat de taak inhoudt).
Onder het nieuwe regime slapen de gevangenen in knus ingerichte cellen en wordt ’s ochtends thee, koffie en chocolademelk geschonken. Twist richt tevens een biertuin met parasols in. Bates, Twists oud-leerling, is gearresteerd en wordt opgesloten; hij herkent Twist, hetgeen gênant voor hem zou kunnen worden. Ook de geduchte Max Slessor wordt opnieuw aangehouden. Jerry graaft een nieuwe tunnel en komt per ongeluk net onder Twists schrijftafel naar boven; hierdoor wordt hij dol van frustratie en ruïneert het bureau van de directeur. Hij haalt zijn kaart erbij en legt uit dat hij in 1897 een bad heeft genomen en toen met het graven van de tunnels is begonnen. Hij weet nog dat de gevangenis in 1904 werd verbouwd, omdat hij toen opnieuw een bad nam, maar hij heeft sedertdien dertig jaar verspild door in de verkeerde richting te graven.
De gedetineerden veroorloven zich steeds meer vrijheden en beginnen op sportevenementen zoals paardenrennen te wedden. Dit kan Twist niet gedogen, zo beweert hij, en hij confisqueert een weddenschapsformulier, maar dient het zelf in en wint een aanzienlijke som gelds. Wanneer dit aan het licht komt, worden de gevangenen ontieglijk kwaad. Oud-leering Bates chanteert Twist met de kennis van diens ware identiteit, en dit hoort Max Slessor toevallig.
Johnson zit gevangen voor frauduleuze beursspeculatie; hij begint in de gevangenis met de mimeograaf wilde investeringen af te sluiten. Het comité besluit een bal met hooggeplaatste dames te organiseren, waaronder een vermeende barones Charlotte Rousseau, die in werkelijk de vriendin van Max Slessor is. Op het bal wordt een kostbare tiara gestolen. Nu is voor Twist de maat vol; hij beëindigt het feest. Barones Rousseau beweert dat ze hem nog uit Australië kent en dat hij haar nog £ 50 verschuldigd is. Ze geeft hem te kennen dat ze weet dat hij in werkelijkheid Benjamin Twist heet en dwingt hem een cheque te ondertekenen. Slessor ontsnapt in vrouwenkleren en de cheque wordt vervalst, zodat er nu £ 5000 op staat.
De gevangenen zijn uiterst ontstemd. Twist verklaart hun dat Slessor er met het hele budget van de gevangenis vandoor is, en ze besluiten hem te helpen on wraak te nemen. Bates heeft de gestolen tiara in zijn bezit en zegt dat Twist die in de bar van Slim Charlie moet gaan verkopen, een bondgenoot van Slessor en heler van gestolen waar. Met een smoes weet Twist Slessor op te sporen, die op het punt staat er met Charlotte en een koffer vol geld vandoor te gaan. Wanneer het tot een schermutseling in de bar komt, arriveert de politie. Dan treden echter de gevangenen binnen en ontstaat er een knokpartij. Twist slaat een heleboel mensen met zijn regenscherm bewusteloos; de politieagenten worden samengebonden en van hun uniformen ontdaan.
Vermomd als politieagenten breken de gedetineerden de bank binnen waar Twist zijn rekening heeft. Johnson plaatst het geld opnieuw in de kluis. Twist patrouilleert vóór de bank wanneer een echte politieagent voorbijkomt, die zegt dat hij Twist nog nooit gezien heeft. Twist weet hem af te wimpelen, totdat de geknevelde agenten in de bar van Slim Charlie er eindelijk in slagen, hulp op te trommelen. Wanneer de valse politieagenten de bank verlaten, worden ze algauw door echte politieagenten achternagezeten.
Twist slaagt erin, de gevangenis van Blakemoor te bereiken. Daar wacht inspecteur Cyril hem op met de rest van het inspecteurencorps. Ze eisen een verklaring waarom de gevangenis astronomische facturen heeft opgelopen en waarom Twist klaarblijkelijk ongedekte cheques heeft uitgeschreven. Twist telefoneert de bank, en de bankbediende bevestigt verbouwereerd dat al het geld op een of andere manier terug aanwezig is. Dat is voor de inspecteur echter nog geen excuus voor het laten ontsnappen van Max Slessor en nagenoeg alle andere gevangenen, en hij beveelt Twist te arresteren. Op hetzelfde moment stromen echter alle gedetineerden de gevangenis weer binnen; ze hebben Slessor te pakken gekregen.
De inspecteur biedt Twist zijn excuses aan. Twist spreekt de gedetineerden toe en zegt dat dit een historische dag is voor de hervorming van het gevangeniswezen: „This will go down in history!”. Wanneer hij die woorden uitspreekt, zakt het hele gezelschap door de grond in een van de tunnels die Jerry gegraven heeft.

## Rolverdeling
| Acteur            | Personage               |
| ----------------- | ----------------------- |
| Will Hay          | Dr Benjamin Twist       |
| Moore Marriott    | Jerry, ‘de mol’         |
| Graham Moffatt    | Albert                  |
| Googie Withers    | Lottie, ‘de barones’    |
| Peter Gawthorne   | Sir Cyril               |
| Basil Radford     | de vicedirecteur        |
| Dennis Wyndham    | de hoofdcipier          |
| Wilfred Walter    | Max Slessor             |
| Alf Goddard       | Sykes                   |
| Basil McGrail     | Bates                   |
| Kathleen Harrison | Mable                   |
| Roddy McDowall    | Jimmy                   |
| Teddy Brown       | Slim Charlie            |
| Bertha Belmore    | vrouw met de tiara      |
| George Merritt    | wijkagent op patrouille |
| Roy Emerton       | John Benjamin           |
| Leonard Sharp     | gedetineerde            |